# グレープベスト16
『グレープベスト16』は、1979年6月25日にリリースされたフォーク・デュオ・グレープの解散後にリリースされたコンピレーション・アルバムである。カセット・テープのみで企画されたため、厳密にはグレープのオリジナル・アルバムとは言い難い。

## カセット・テープの概要
ワーナー・パイオニアの独自の企画であり、グレープが通常のベスト・アルバムのリリースを嫌ったため、彼らの初のベスト・アルバムとなる。シングル曲を中心として、6枚のシングル盤A面・B面あわせて12曲中11曲が収録されている。「雪の朝」のB面曲「虹がかかったら」のみ収録されなかったものの、同曲の原曲である「蝉時雨」が収録されている。残る4曲中、吉田の作品は「絵踊り」1曲のみである。

## 収録曲
Side-1
1. 精霊流し
2. 朝刊
3. ほおずき
4. 残像
5. 雪の朝
6. 蝉時雨
7. 19才
8. 縁切寺

Side-2
1. 無縁坂
2. 雲にらくがき
3. 哀しきマリオネット
4. 絵踊り
作詞・作曲：吉田正美
5. 哀しみの白い影
6. ひとり占い
7. 交響楽（シンフォニー）
8. 追伸

- 「絵踊り」以外は、すべて作詞・作曲：さだまさし。